# Larissa Rú
Larissa Rú (San José, 22 de marzo de 1998) es una escritora costarricense, dos veces ganadora del Premio Nacional Aquileo J. Echeverría, a mejor novela 2020 y mejor cuento 2022.

## Trayectoria
Larissa Rú es una escritora costarricense de ficción especulativa, terror y fantasía. Su formación académica se dio en el área de Historia del arte en la Universidad de Costa Rica. En el año 2020 publica su primera novela Cómo sobrevivir a una tormenta extranjera, por la cual gana el premio nacional de literatura Aquileo Echeverría a la Mejor novela. En 2021 publica su segunda novela Plenilunio y en 2022 publica su primer libro de cuentos de terror Monstruos bajo la lluvia. Por esta última obra gana el premio nacional de literatura costarricense a Mejor cuento.